# Puente de Vieille-Brioude
El puente de Vieille-Brioude (en francés: pont de Vieille-Brioude) es un puente medieval de Francia, un puente de mampostería en arco que cruza el río Allier en la ciudad de Vieille-Brioude, en Haute-Loire (en la región de Auvernia-Ródano-Alpes). Construido en el siglo XIV en piedra aparejada, el 27 de marzo de 1822, a las 6 en punto de la mañana, se derrumbó. Con una luz de 28 toesas, es decir 54,572 m, había sido durante cuatro siglos la bóveda más grande del mundo. Fue reconstruido en 1824-1832, reduciendo la luz hasta los 45 m.
Ha sido objeto de una inscripción en el título de los monumentos históricos desde el 14 de junio de 2002.

## Historia

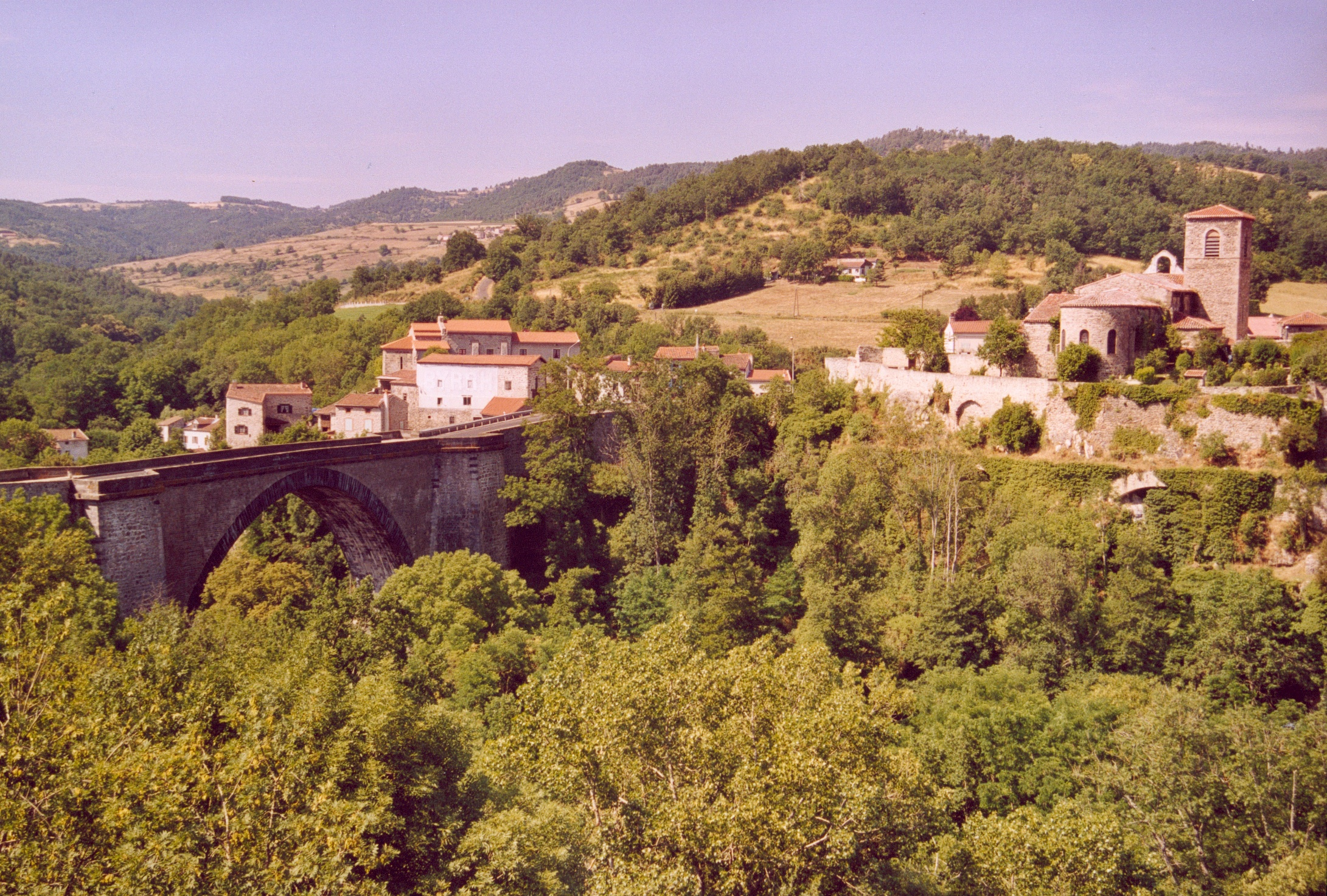
Vista lejana del puente que fue reconstruido en el siglo XIX

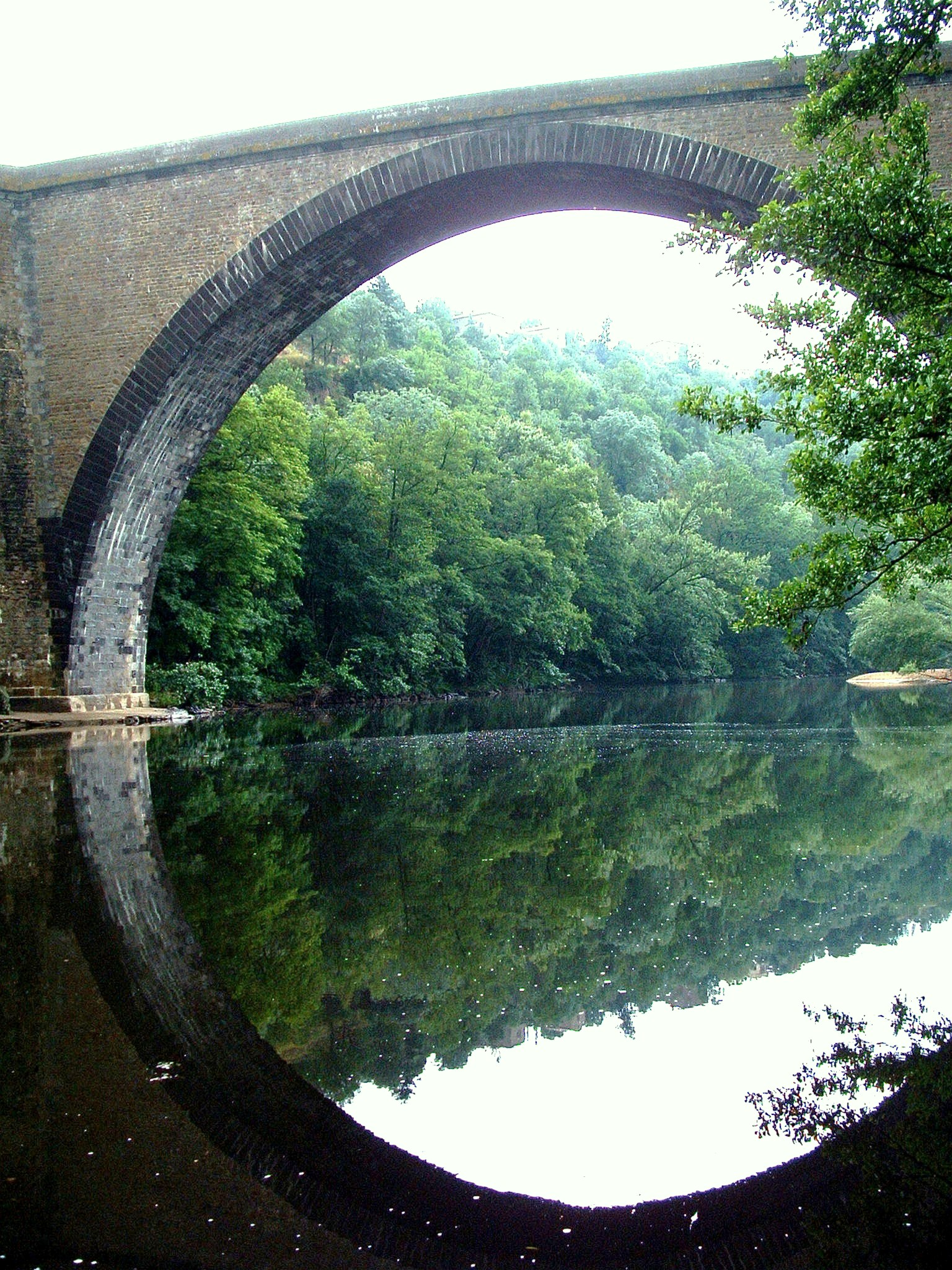
El arco del puente sobre el Allier.

### El viejo puente
La construcción del puente medieval comenzó a mediados del siglo XIV. Es posible que haya habido un puente romano en su ubicación, pero no hay ningún documento que lo pruebe. El puente debía ya acabado en 1479. Hay en los archivos del capítulo de Vieille-Brioude las siguientes indicaciones:
- en 1340, Jean de Clermonthace un legado,  operi pontis,
- «el año mil cuatrocientos cincuenta y cuatro el 6 de junio fue entregado a precio hecho el puente de  Vieille Brioude... y en el año cumplido se hizo la primera arcada....» [ l'an mil quatre cent cinquante quatre le six juin fut baillé à prix fait le pont de Vieille Brioude ... et dans l'an révolu fut fait la première arcade .... ] Es imposible que un arco de ese tipo haya podido hacerse en un año.

El puente fue ordenado por la residente local Lady de Dombes y fue construido por Grenier y Estone, similar a cómo se construyó más tarde el Pont Grand (Tournon-sur-Rhône). La finalización del puente se retrasó durante años debido a ciertas controversias. El puente era demasiado estrecho, y sus aproximaciones eran demasiado empinadas para ser utilizadas por carros
Para transitar por el puente era necesario pagar un peaje en los siglos XVII y XVIII para el beneficio de los duques de Orleans, los castellanos de la Vieja Brioude. 
Mal mantenido, se prohibió a la circulación en 1754. Su tráfico se desvió hacia los transbordadores o hasta el puente de la Bajasse, construido en 1750-1753 río abajo. Este puente se desmoronó poco después. Se reconstruyó, pero la crecida del 25 de septiembre de 1783 lo arruinó de nuevo. De nuevo se emprendió la reconstrucción, pero una nueva crecida los días días 10, 11 y 12 de noviembre de 1790 causaron daños considerables al sitio y arruinaron el proyecto de reconstrucción del puente de la Bajasse. 
Entonces se hizo llamar al ingeniero Émiland Gauthey. Aconsejó reparar el antiguo puente sin usar y sin mantenimiento desde 1754. El proyecto de reparación del puente fue aprobado el 18 de thermidor año II (5 de agosto de 1794). Los trabajos no comenzaron hasta el año V y se completaron en 1818. La clazada se ensanchó, sus pendientes se ablandaron, el tablero se sobrecargó con pesados parapetos. El 27 de marzo de 1822, a las 6 en punto de la mañana, el puente se derrumbó. Con una apertura de 28 toesas, es decir 54,572 m, había sido durante cuatro siglos la bóveda más grande del mundo.
Su descripción fue dada en el informe del ingeniero O'Farrel del 8 messidor año IX: 

(...) La arcada se compone de un arco cuyo radio es 29.0025 m; la cuerda o abertura del arco es de 54,572 m; la flecha o subida desde el arranque hasta debajo de la clave es de 19.17 m; el ancho entre las cabezas es de 5 m; el espesor de la bóveda en la clave es de 2.2798 m; las dovelas son solamente de piedra de talla, aparecen en dos filas en las caras, la primera que forma el intradós está compuesta de brechas volcánicas de mala calidad; la segunda fila que forma el intradós está compuesta de arenisca dura, está entrelazada con la primera...
L'arche est composée d'un arc de cercle dont le rayon est de 29,0025 m ; la corde ou l'ouverture de l'arche est de 54,572 m ; la flèche ou montée depuis la naissance jusque sous la clef est de 19,17 m ; la largeur entre les têtes est de 5 m ; l'épaisseur de la voûte à la clef est de 2,2798 m ; les voussoirs seulement sont en pierre de taille, il en parroit deux rangs sur les faces, le premier qui forme l'intrados est composé de brèche volcanique de mauvaise qualité ; le deuxième rang formant l'intrados est composé de grès dur, il est en liaison avec le premier ...

Una leyenda del tipo «puente del Diablo» se asociaba con el antiguo puente medieval.

### El nuevo puente
En 1823, para restaurar las relaciones carreteras entre Brivadois y el Velay, se decidió reconstruir el puente. El proyecto aprobado el 1 de octubre de 1823 planeaba reutilizar las viejas pilonas pero disminuyendo la apertura del arco hasta 45 m. La calzada se previo con una anchura de 7,50 m. Las obras seadjudicaron el 12 de mayo de 1824. Duraron hasta abril de 1832. 